# 필스너 우르켈

필스너 우르켈(독일어: Pilsner Urquell, 체코어: Plzeňský Prazdroj 플젠스키 프라즈드로이[*])은 체코 플젠에서 1842년부터 생산되는 맥주이다. 현재는 SAB 밀러가 필스너 우르켈의 브랜드를 소유하고 있으며, SAB 밀러는 폴란드와 러시아에서도 필스너 우르켈의 생산을 하고있다. 맥주의 종류로는 밑면 발효 (라거)에 속한다. 필스너 우르켈은 풍미가 강하지만, 라거보다 알코올 농도가 적고, 일반적인 필스너보다 홉의 쓴맛이 강하다.

## 같이 보기
- 체코의 맥주